# Sortosville-en-Beaumont
Sortosville-en-Beaumont es una comuna francesa situada en el departamento de La Mancha, en la región de Normandía.

## Demografía
| 414 | 402 | 392 | 349 | 317 | 317 | 311 |
| Para los censos de 1962 a 1999 la población legal corresponde a la población sin duplicidades (Fuente: INSEE [Consultar]) |     |     |     |     |     |     |